# Eimear Quinn
Eimear Quinn (Dublin, 1973) é uma cantora irlandesa.
Quinn venceu o Festival Eurovisão da Canção (1996) interpretando a canção  "The Voice" com letra e música de  Brendan Graham.  Enquanto observava os votos  entrou e interpretou de improviso em dueto com  o cantor Morten Harket, membro do grupo norueguês A-ha.